# 一級反應
在化學中，一級反應（英語：First-order reaction），亦稱為一次反應，是指反應級數為1的化學反應。放射性元素衰變就是一級反應的一個例子。

## 例子
- 五氧化二氮在惰性溶剂四氯化碳中分解为二氧化氮和氧气的反应： {\displaystyle 2N_{2}O_{5}(g)\rightarrow \;4NO_{2}(g)+O_{2}(g)\,}
- 过氧化氢分解为水和氧气的反应： {\displaystyle H_{2}O_{2}(l)\rightarrow \;H_{2}O(l)+{\tfrac {1}{2}}O_{2}(g)\,}
- 硫酰氯分解为二氧化硫和氯气的反应： {\displaystyle SO_{2}Cl_{2}(l)\rightarrow \;SO_{2}(g)+Cl_{2}(g)\,}
- 偶氮甲烷的分解反应（产物乙烷和氮气）。
- 有些有機反應也屬於一級反應。例子有單分子消除反應、單分子親核取代反應。

## 性質
对于反应 {\displaystyle \ A\rightarrow } 产物，一级反应是反应速率与反应物 {\displaystyle \ A} 的浓度的一次方成正比的基元反应。一级反应包括单分子基元反应。一级反应的速率方程可以写作：
{\displaystyle \ r=-{\frac {d[A]}{dt}}=k[A]}
{\displaystyle \ k} 是反应的速率常数，其物理意义是单位时间内反应物 {\displaystyle \ A} 反应掉的分数，单位为 {\displaystyle \ s^{-1}}。
将上式积分，可得一级反应的积分速率方程：
{\displaystyle \ \ln {[A]_{t}}=-kt+\ln {[A]_{0}}}
可见一级反应中 {\displaystyle \ ln{[A]_{t}}-t} 呈直线关系。作 {\displaystyle \ln {[A]_{t}}-t\,} 图时，斜率为 {\displaystyle \ -k}，{\displaystyle \ y}－截距为 {\displaystyle \ln {[A]_{0}}\,}。
一级反应的半衰期为：
{\displaystyle \ t_{\frac {1}{2}}={\frac {\ln {(2)}}{k}}}
可见一级反应的半衰期与反应物的初始浓度无关。

## 運算
一級反應(first-order reaction)，(亦稱為一次反應)，假設反應速率(rate)為R，反應物A的濃度為[A]，速率常數為k，其速率方程如下：
{\displaystyle R=k[A]}
由上式可知，一級反應的反應速率與反應物濃度成正比，即：
{\displaystyle -{\frac {d[A]}{dt}}=k[A]...(3)}
現將(3)式移項，整理如下：
{\displaystyle {\frac {d[A]}{[A]}}=-kdt}
兩邊同時積分，由0積至t，時間為0的時候，A的濃度寫成[A]0，得：
{\displaystyle \int _{[A]_{0}}^{[A]}{\frac {d[A]}{[A]}}=-k\int _{0}^{t}dt}
得{\displaystyle ln[A]-ln[A]_{0}=-kt}
將自然對數(ln)改成常用對數，所以此式亦可表示為：
{\displaystyle log[A]-log[A]_{0}={\frac {-kt}{2.303}}}
移項後得:{\displaystyle log[A]=log[A]_{0}-{\frac {kt}{2.303}}...(4)}
得到的式子(4)就是濃度與時間的關係。
由所得(4)式又可推導半生期(半衰期)：
{\displaystyle log{\frac {[A]_{0}}{2}}=log[A]_{0}-{\frac {kt}{2.303}}}
可得半生期：
{\displaystyle t_{\frac {1}{2}}={\frac {0.693}{k}}}
所以一次反應的半生期為一常數。

## 準一级反应
如果反应中某反应物的浓度特别大时，或者在反应过程中几乎不发生变化时（如催化剂），该反应物的浓度就可以作为常数处理，该反应物浓度与原速率常数混合为一个新的准速率常数，反应的总级数就会降级，这种情形称为准级数反应（又称假级数反应、拟级数反应）。比如对于速率方程 {\displaystyle r=k[A][B]\,}，当反应物 {\displaystyle B\,} 的浓度 {\displaystyle [B]\,} 几乎不变时，就可以写成 {\displaystyle r=k'[A]\,}，其中 {\displaystyle k'=k[B]\,}，整个反应变为准一级反应。
在测量第二种二级反应的反应速率时，由于很难同时测定两种反应物在某一时刻的浓度，因此常采用将二级反应降级为准一级反应的方法来简化实验操作。在实验时只需监测一个反应物的浓度，令其他反应物的浓度保持在充分过量的情况，使其他反应物在整个反应过程中的浓度几乎不变，然后对监测的反应物浓度进行分析，便可得知反应对于该反应物的级数和其他信息。
准一级反应的例子有：
- 蔗糖在大量水中水解为葡萄糖和果糖的反应（酸催化）： {\displaystyle \ C_{12}H_{22}O_{11}+H_{2}O\rightarrow C_{6}H_{12}O_{6}+C_{6}H_{12}O_{6}}
- 羰基硫水解为二氧化碳和硫化氢的反应： {\displaystyle \ COS+H_{2}O\rightarrow CO_{2}+H_{2}S}
- DABCO与溴化苄在充分过量的DABCO存在下发生的亲核取代反应。可以通过测定用不同浓度DABCO作起始原料时反应液的电导率变化情况，并用Guggenheim法分析[1]，得知反应对DABCO的级数。（第41届IChO预备实验试题最后一题）